# 미분

함수의 그래프와 그 접선. 함수의 점에서의 미분은 그 점에서의 접선의 기울기와 같다.

미분(微分, 영어: derivative) 또는 도함수(導函數}는 어떤 함수의 정의역 속 각 점에서 함숫값의 변화량과 독립 변숫값의 변화량 비의 극한 혹은 극한들로 치역이 구성되는 새로운 함수다. 어떤 함수의 순간 변화율(미분계수)을 구하는 것을 의미하며 순간변화율 독립 변수 x의 증분에 관한 함숫값 ƒ(x)의 증분의 비가 한없이 일정한 값에 가까워질 때 그 일정한 값, 즉 함수에서 변수 x값의 변화량에 관한 함숫값 ƒ(x)의 변화량 비가 한없이 일정한 값에 가까워질 때 그 일정한 값 dy/dx로 나타낸다.
동사로서 미분(영어: differentiation)은 이러한 극한이나 도함수를 구하는 일, 즉 미분법을 뜻하기도 한다. 도함수에서 미분의 역연산을 통해 원시함수(antiderivative)를 구하는 것 역시 미분법(differential calculus)의 주요 주제다. 
미분은 비선형 함수를 선형함수로 근사적으로 나타내려는 시도다. 비선형 함수를 미분하여 한 점 주변에서 1차 함수로 생각한다. 이를 반복하면 함수의 다항함수 근사를 얻으며 무한 번 하면 테일러 급수를 얻는다. 이는 14세기 인도 수학자의 저작에도 등장한다. 기하학적으로는, 비선형적인 함수로 표현되는 곡선의 한 점에서 그 곡선과 비슷한 직선인 접선을 구하는 것으로도 볼 수 있다. 일반적으로 미분기하학에서는 선형 공간인 접공간을 생각하여 미분다양체를 선형적으로 바라보며, 미분형식, 미분다양체에서 적분 등은 모두 접공간이 필수적으로 고려되어야 한다.
함수 미분은 존재하지 않을 수 있다. 미분이 모든 곳에서 존재하는 함수를 미분 가능 함수라고 한다. 미분 가능 함수는 반드시 연속 함수(=독립 변수의 변화가 미세할 때 함숫값의 변화 역시 미세한 함수)이어야 한다. 그러나 연속 함수가 반드시 미분 가능 함수이지는 않다. 연속함수이지만 모든 정의역에서 미분 불가능한 함수가 아주 많이 존재한다(예: 바이어슈트라스 함수). 함수 미분을 정의역 속 각 점에 그 점에서의 미분을 대응시키는 함수(도함수)로 여길 수 있다. 따라서, 함수의 도함수의 도함수, 함수의 도함수의 도함수의 도함수 따위를 생각할 수 있으며, 이들을 그 함수의 고계 도함수(高階導函數, 영어: higher order derivative) 또는 고계 미분(高階微分)이라고 한다. 이런 고계미분이 되고 그 고계도함수가 연속함수인 함수들의 집합을 기호로 {\displaystyle {\mathcal {C}}^{0}}( 연속함수), {\displaystyle {\mathcal {C}}^{1}}(1회 미분가능이고 연속),  {\displaystyle {\mathcal {C}}^{n}}(n회 미분가능이고 연속), {\displaystyle {\mathcal {C}}^{\infty }}(무한번 미분가능이고 연속), {\displaystyle {\mathcal {C}}^{\omega }}(해석함수) 등으로 나타낸다. 미적분학의 기본 정리에 따르면 원시함수는 부정적분과 같아서 정적분을 미분법의 역연산을 통해 구할 수 있으므로 미분과 적분은 대략 서로 역연산의 관계이다.
미분의 개념에 대한 여러 가지 일반화가 존재한다. 벡터 미적분학의 기울기, 다변수 미적분학의 야코비 행렬, 함수해석학의 프레셰 도함수 따위가 있다. 또한, 미분을 주어진 함수에 새 함수를 대응시키는 연산자(미분 연산자)로 생각할 수 있다.

## 동기

### 접선 문제

곡선의 서로 다른 두 점의 연결선을 할선이라고 한다.

접선은 할선의 극한이다.

할선은 일 때 접선이 된다.

기하학적 관점에서, 미분은 주어진 곡선의 접선을 구하는 문제와 동치이다. 접선의 기하학적 의미는 곡선과 스치듯이 만나는 직선이다. 즉, 직선에 미세한 변화를 가하면 곡선과의 교점의 개수가 변화하게 된다. 예를 들어, 직선 {\displaystyle x=0}과 {\displaystyle y=0} 모두 포물선 {\displaystyle y=x^{2}}과 유일한 교점을 갖지만, 전자는 약간 흔들어도 유일한 교점을 가지므로 접선이 아니며, 후자는 약간 흔들었을 때 교점을 잃거나 얻으므로 접선이다.
평면 곡선 {\displaystyle y=f(x)}의 점 {\displaystyle (a,f(a))}에서의 접선을 구하려면, 그 기울기를 구하기만 하면 된다. 우선, 점 {\displaystyle (x,f(x))} ({\displaystyle x\neq a})을 하나 더 취했을 때, 이 두 점을 지나는 할선의 기울기 {\displaystyle {\bar {k}}}는 다음과 같다.
{\displaystyle {\bar {k}}={\frac {\Delta y}{\Delta x}}={\frac {f(x)-f(a)}{x-a}}}
점 {\displaystyle (x,f(x))}가 점 {\displaystyle (a,f(a))}에 가까워질수록, 소폭의 변화를 가했을 때 곡선과의 교점의 개수가 변화하는 효과가 더 뚜렷해지며, 또한 할선은 실제 접선의 위치에 더 가까워진다. 따라서, 접선을 할선의 극한으로 정의할 수 있다. 이 경우 접선의 기울기는 할선의 기울기의 극한이며, 다음과 같이 나타낼 수 있다.
{\displaystyle k=\tan \alpha =\lim _{\Delta x\to 0}{\frac {\Delta y}{\Delta x}}=\lim _{x\to a}{\frac {f(x)-f(a)}{x-a}}}
접선의 기울기 역시 함수의 변화량과 독립 변수의 변화량의 비의 극한이므로, 함수의 미분과 같다. 즉,
{\displaystyle k=\tan \alpha =f'(a)=\left.{\frac {dy}{dx}}\right|_{x=a}}
이다.

### 증분과 평균 변화율과 순간 변화율
일반적인 함수 {\displaystyle y=f(x)}에 대하여, 증분(增分, 영어: increment)은 독립 변숫값의 변화량
{\displaystyle \Delta x}
및 함숫값의 변화량
{\displaystyle \Delta y=f(x+\Delta x)-f(x)}
을 뜻하는 용어이며, 평균 변화율(平均變化率, 영어: average rate of change)은 두 증분의 비
{\displaystyle {\frac {\Delta y}{\Delta x}}={\frac {f(x+\Delta x)-f(x)}{\Delta x}}}
를 뜻하는 용어이다.:211–212 미분 또는 미분 계수(微分係數, 영어: differential coefficient) 또는 순간 변화율(瞬間變化率, 영어: instantaneous rate of change)은 평균 변화율의 극한
{\displaystyle {\frac {dy}{dx}}=\lim _{\Delta x\to 0}{\frac {\Delta y}{\Delta x}}=\lim _{\Delta x\to 0}{\frac {f(x+\Delta x)-f(x)}{\Delta x}}}
을 뜻하는 용어이다. 여기서 극한 대신 좌극한을 사용하면 좌미분 또는 좌미분 계수(左微分係數)의 개념을 얻으며, 우극한을 사용하면 우미분 또는 우미분 계수(右微分係數)의 개념을 얻는다.

### 순간 속도 문제

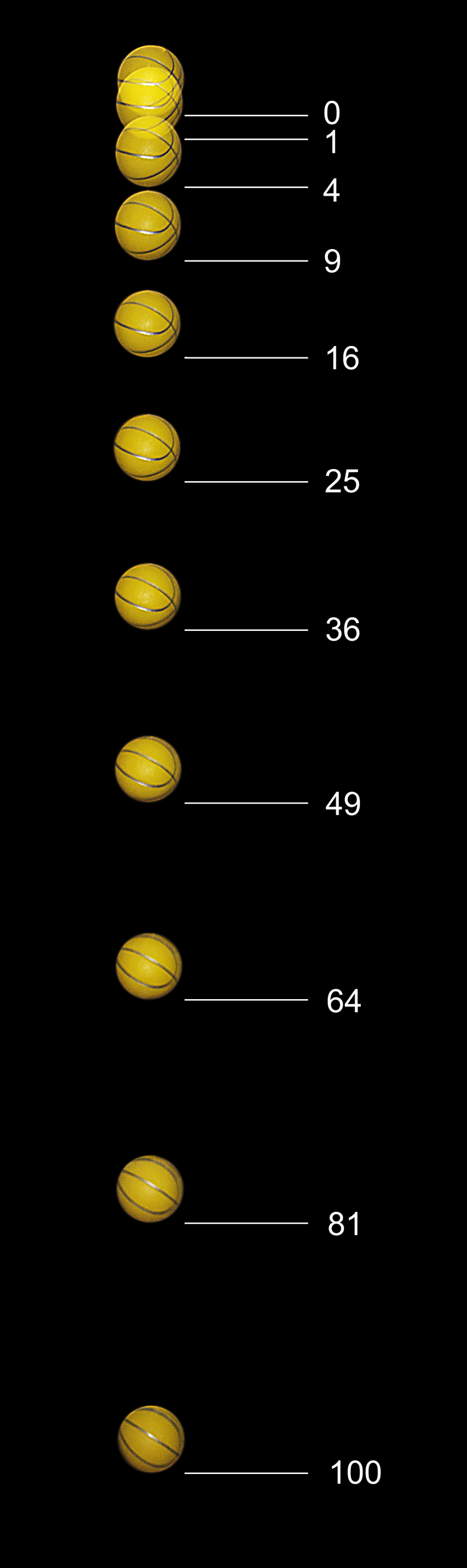
자유 낙하 과정을 스트로보스코프로 촬영하여 시간과 변위의 함수 관계를 구할 수 있으며, 여기에 미분을 취하면 (순간) 속도가 된다.

어떤 물체의 시간에 따른 변위 {\displaystyle s=s(t)}가 주어졌을 때, 시간 {\displaystyle t\sim t+\Delta t} 동안의 평균 속도 {\displaystyle {\bar {v}}}는 이동한 거리와 소모한 시간의 비이며, 식을 써서 나타내면 다음과 같다.
{\displaystyle {\bar {v}}={\frac {\Delta s}{\Delta t}}={\frac {s(t+\Delta t)-s(t)}{\Delta t}}}
등속 운동의 경우 각 시점의 빠르기는 서로 같으며, 이는 아무 부분의 평균 속도와도 같다. 하지만, 일반적인 물체의 운동은 변속 운동이므로, 빠르기가 시간에 따라 변화한다. 이 경우 평균 속도는 각 시점의 빠르기를 정확하게 반영하지 못하므로, 순간 속도라는 개념이 필요하게 된다. 평균 속도를 구하는 과정의 시간 {\displaystyle \Delta t}가 짧아질수록 평균 속도가 순간 속도와 가까워진다는 점에 주의하여, 순간 속도를 평균 속도의 {\displaystyle \Delta t\to 0}일 때의 극한으로 정의할 수 있으며, 식을 써서 나타내면 다음과 같다.
{\displaystyle v(t)=\lim _{\Delta t\to 0}{\frac {\Delta s}{\Delta t}}=\lim _{\Delta t\to 0}{\frac {s(t+\Delta t)-s(t)}{\Delta t}}}
일반적인 함수에 대하여, 미분은 그 함수의 변화량과 독립 변수의 변화량의 비가, 변화량이 0에 가까워질 때 갖는 극한으로 정의된다. 이에 따라, 순간 속도 {\displaystyle v(t)}는 변위 {\displaystyle s(t)}의 (시간 {\displaystyle t}에 대한) 미분이며, 이를
{\displaystyle v(t)=s'(t)}
또는
{\displaystyle v={\frac {ds}{dt}}}
와 같이 표기할 수 있다.
예를 들어, 다리 위에서 손에 쥐었던 농구공을 가만히 놓아 떨어뜨렸을 때, 공기 저항이나 바람의 영향이 크지 않다면, 농구공의 운동은 자유 낙하이며, 그 변위는 다음과 같다.
{\displaystyle h={\frac {1}{2}}gt^{2}}
따라서, 그 순간 속도를 다음과 같이 구할 수 있다.
{\displaystyle {\begin{aligned}v&={\frac {dh}{dt}}\\&=\lim _{\Delta t\to 0}{\frac {{\frac {1}{2}}g(t+\Delta t)^{2}-{\frac {1}{2}}gt^{2}}{\Delta t}}\\&=\lim _{\Delta t\to 0}(gt+{\frac {1}{2}}g\Delta t)\\&=gt\end{aligned}}}

## 정의
함수 {\displaystyle f\colon I\to \mathbb {R} } ({\displaystyle I}는 열린구간)의 점 {\displaystyle a\in I}에서의 미분 {\displaystyle f'(a)}은 다음과 같은 극한이다.
{\displaystyle {\begin{aligned}f'(a)&=\lim _{x\to a}{\frac {f(x)-f(a)}{x-a}}\\&=\lim _{\Delta x\to 0}{\frac {f(a+\Delta x)-f(a)}{\Delta x}}\end{aligned}}}
이러한 극한은 존재하지 않을 수 있다. 이 극한이 존재하는 경우, {\displaystyle f}가 {\displaystyle a}에서 미분가능하다고 한다. 미분의 기호는 {\displaystyle f'(a)}, {\displaystyle Df(a)}, {\displaystyle {\frac {df}{dx}}(a)}와 같이 여러 가지가 있다.:217–218

### 좌미분과 우미분
함수 {\displaystyle f\colon (b,a]\to \mathbb {R} }의 점 {\displaystyle a}에서의 좌미분(左微分, 영어: left derivative) {\displaystyle f'_{-}(a)}은 다음과 같은 좌극한이다.
{\displaystyle {\begin{aligned}f'_{-}(a)&=\lim _{x\to a^{-}}{\frac {f(x)-f(a)}{x-a}}\\&=\lim _{\Delta x\to 0^{-}}{\frac {f(a+\Delta x)-f(a)}{\Delta x}}\end{aligned}}}
마찬가지로,  함수 {\displaystyle f\colon [a,c)\to \mathbb {R} }의 점 {\displaystyle a}에서의 우미분(右微分, 영어: right derivative) {\displaystyle f'_{+}(a)}은 다음과 같은 우극한이다.
{\displaystyle {\begin{aligned}f'_{+}(a)&=\lim _{x\to a^{+}}{\frac {f(x)-f(a)}{x-a}}\\&=\lim _{\Delta x\to 0^{+}}{\frac {f(a+\Delta x)-f(a)}{\Delta x}}\end{aligned}}}
미분과 좌미분과 우미분의 관계는 극한과 좌극한과 우극한의 관계와 유사하다. 좌미분과 우미분은 존재하지 않을 수 있으며, 모두 존재하더라도 서로 같지 않을 수 있다. 만약 좌미분과 우미분이 모두 존재하며 서로 같다면, 그 점에서의 미분 역시 존재하게 된다.

### 미분가능 함수
열린구간 {\displaystyle (a,b)}에 정의된 함수 {\displaystyle f\colon (a,b)\to \mathbb {R} }가 다음 조건을 만족시키면, {\displaystyle f}를 {\displaystyle (a,b)}에서의 미분가능 함수라고 한다.
- {\displaystyle f}는 열린구간 속 임의의 점 {\displaystyle x\in (a,b)}에서 미분가능하다.

닫힌구간 {\displaystyle [a,b]}에 정의된 함수 {\displaystyle f\colon [a,b]\to \mathbb {R} }가 다음 조건들을 만족시키면, {\displaystyle f}를 {\displaystyle [a,b]}에서의 미분가능 함수라고 한다.
- {\displaystyle f}는 열린구간 속 임의의 점 {\displaystyle x\in (a,b)}에서 미분가능하다.
- {\displaystyle f}는 {\displaystyle a}에서 우미분이 존재한다.
- {\displaystyle f}는 {\displaystyle b}에서 좌미분이 존재한다.

비슷하게, 임의의 유형의 구간에서의 미분가능 함수를 정의할 수 있다. 즉, 구간에서의 미분가능 함수는 내부점에서 미분가능하며, 구간에 속하는 왼쪽 끝점에서 우미분이 존재하며, 구간에 속하는 오른쪽 끝점에서 좌미분이 존재하는 함수이다.

### 도함수

함수 f(x) = xsinx^{2} + 1의 도함수는 f = sinx^{2} + 2x^{2}cosx^{2}이다.

미분 가능 함수 {\displaystyle f\colon I\to \mathbb {R} } ({\displaystyle I}는 구간)가 주어졌다고 하자. 그렇다면, 임의의 점 {\displaystyle x\in I}에 {\displaystyle f}의 {\displaystyle x}에서의 미분(구간에 속하는 끝점의 경우 좌미분 또는 우미분) {\displaystyle f'(x)}를 대응시키는 함수를 생각할 수 있다. 이 함수를 {\displaystyle f}의 도함수라고 하거나, 똑같이 미분이라고 한다. 즉, {\displaystyle f}의 도함수 {\displaystyle f'}는 다음과 같은 함수이다.
{\displaystyle f'\colon I\to \mathbb {R} }
{\displaystyle f'\colon x\mapsto \lim _{I\ni y\to x}{\frac {f(y)-f(x)}{y-x}}}
함수 {\displaystyle f}의 미분의 기호는 {\displaystyle f'}, {\displaystyle Df}, {\displaystyle {\frac {df}{dx}}} 등이 있다.

### 고계 도함수
함수 {\displaystyle f\colon I\to \mathbb {R} } ({\displaystyle I}는 구간)가 다음과 같은 {\displaystyle n}중 극한 {\displaystyle f^{(n)}}을 가진다면, 이를 {\displaystyle f}의 {\displaystyle n}계 도함수({\displaystyle n}階導函數) 또는 {\displaystyle n}계 미분({\displaystyle n}階微分, 영어: {\displaystyle n}th derivative)이라고 한다.
{\displaystyle f^{(n)}=f^{\overbrace {''\cdots '} ^{n}}}
즉, 이는 다음과 같다.
- (영계 도함수/미분, 零階導函數/微分, 영어: zeroth derivative) {\displaystyle f^{(0)}=f}.
- (일계 도함수/미분, 一階導函數/微分, 영어: first derivative) {\displaystyle f^{(0)}}가 {\displaystyle I}에서 미분 가능 함수라면, {\displaystyle f^{(1)}={f^{(0)}}'=f'}이다. 그렇지 않다면, {\displaystyle f^{(1)}}는 정의되지 않는다.
- (이계 도함수/미분, 二階導函數/微分, 영어: second derivative) {\displaystyle f^{(1)}}가 정의되었으며, {\displaystyle I}에서 미분 가능 함수라면, {\displaystyle f^{(2)}={f^{(1)}}'=f''}이다. 그렇지 않다면, {\displaystyle f^{(2)}}는 정의되지 않는다. 이계 미분의 기호는 {\displaystyle f''}, {\displaystyle D^{2}f}, {\displaystyle {\frac {d^{2}f}{dx^{2}}}} 등등이다.[5]:39
- (삼계 도함수/미분, 三階導函數/微分, 영어: third derivative) {\displaystyle f^{(2)}}가  정의되었으며, {\displaystyle I}에서 미분 가능 함수라면, {\displaystyle f^{(3)}={f^{(2)}}'=f'''}이다. 그렇지 않다면, {\displaystyle f^{(3)}}는 정의되지 않는다. 삼계 미분의 기호는 {\displaystyle f'''}, {\displaystyle D^{3}f}, {\displaystyle {\frac {d^{3}f}{dx^{3}}}} 등등이다.
- ({\displaystyle n}계 도함수/미분, {\displaystyle n}階導函數/微分, 영어: {\displaystyle n}th derivative) {\displaystyle f^{(n-1)}}가 정의되었으며, {\displaystyle I}에서 미분 가능 함수라면, {\displaystyle f^{(n)}={f^{(n-1)}}'=f^{\overbrace {''\cdots '} ^{n}}}이다. 그렇지 않다면, {\displaystyle f^{(n)}}는 정의되지 않는다. {\displaystyle n}계 미분의 기호는 {\displaystyle f^{(n)}}, {\displaystyle D^{n}f}, {\displaystyle {\frac {d^{n}f}{dx^{n}}}} 등등이다.

이러한 {\displaystyle f^{(n)}} ({\displaystyle n\geq 3})을 통틀어 {\displaystyle f}의 고계 도함수 또는 고계 미분라고 한다.
함수 {\displaystyle f\colon I\to \mathbb {R} } ({\displaystyle I}는 구간)가 도함수 {\displaystyle f'}를 가지며, {\displaystyle f'}가 {\displaystyle I}에서의 연속 함수라면, {\displaystyle f}를 {\displaystyle I}에서의 연속 미분 가능 함수 또는 {\displaystyle {\mathcal {C}}^{1}} 함수라고 한다. 보다 일반적으로, {\displaystyle f}가 연속 {\displaystyle k}계 도함수 {\displaystyle f^{(k)}}를 가진다면, {\displaystyle f}를 {\displaystyle {\mathcal {C}}^{k}} 함수라고 한다. 또한, {\displaystyle f}가 임의의 고계 도함수 {\displaystyle f^{(1)},f^{(2)},f^{(3)},\dots }를 가진다면, {\displaystyle f}를 매끄러운 함수 또는 {\displaystyle {\mathcal {C}}^{\infty }} 함수라고 한다. 이보다 강한 개념인 해석 함수 또는 {\displaystyle {\mathcal {C}}^{\omega }} 함수는 테일러 급수가 자기 자신으로 수렴하는 함수이다. 이 경우, {\displaystyle k}계 도함수의 존재는 {\displaystyle {\mathcal {C}}^{k-1}} 함수보다 강하고 {\displaystyle {\mathcal {C}}^{k}} 함수보다는 약한 조건이다.

## 표기

### 라이프니츠의 표기법
고트프리트 빌헬름 라이프니츠는 도함수를 미분 계수를 통해 표기하였다. 이 표기에서, 도함수의 표기는 다음 가운데 하나이다.
{\displaystyle {\frac {dy}{dx}}={\frac {df}{dx}}={\frac {d}{dx}}f}
또한, 점에서의 미분의 표기는 다음 가운데 하나이다.
{\displaystyle \left.{\frac {df}{dx}}\right|_{x=a}={\frac {df}{dx}}(a)={\frac {d}{dx}}f(a)}
또한, 고계 도함수의 표기는 다음 가운데 하나이다.
{\displaystyle {\frac {d^{n}y}{dx^{n}}}={\frac {d^{n}f}{dx^{n}}}={\frac {d^{n}}{dx^{n}}}f}
어떤 미분 법칙들은 라이프니츠 표기법으로 표기할 경우 더 기억하기 쉽다. 예를 들어, 연쇄 법칙을 다음과 같이 표기할 수 있다.:142–144
{\displaystyle {\frac {dy}{dx}}={\frac {dy}{du}}\cdot {\frac {du}{dx}}}
기호 {\displaystyle dy}의 의미는 문맥에 따라 다를 수 있다. 미적분학에서, 이는 선형 주요 부분을 뜻한다. 비표준 해석학에서, 이는 일종의 무한소로 정의된다. 미분기하학에서, 이는 외미분을 뜻한다.

### 라그랑주의 표기법
조제프루이 라그랑주는 도함수를 함수 기호의 오른쪽 위에 프라임 부호를 써서 표기하였다. 즉, 도함수·이계 도함수·삼계 도함수·고계 도함수의 표기는 각각 다음과 같다.
{\displaystyle f^{(1)}=f'}
{\displaystyle f^{(2)}=f''}
{\displaystyle f^{(3)}=f'''}
{\displaystyle f^{(n)}=f{\overbrace {''{}^{\cdots }{'}} ^{n}}}

### 뉴턴의 표기법
아이작 뉴턴은 도함수를 함수 위에 점을 찍어 표기하였다. 즉, 일계·이계·삼계·사계·고계 도함수의 표기는 각각 다음과 같다.
{\displaystyle {\overset {\overset {1}{.}}{y}}={\dot {y}}}
{\displaystyle {\overset {\overset {2}{.}}{y}}={\ddot {y}}}
{\displaystyle {\overset {\overset {3}{.}}{y}}={\overset {...}{y}}={\dot {\ddot {y}}}}
{\displaystyle {\overset {\overset {4}{.}}{y}}={\overset {....}{y}}={\ddot {\ddot {y}}}}
{\displaystyle {\overset {\overset {n}{.}}{y}}}
뉴턴의 표기법은 주로 물리학에서 시간 변수에 대한 미분을 표기하는 데 사용된다. 이는 고계 도함수를 나타내기 힘겨운 표기법이지만, 시간에 대한 미분은 보통 이계를 넘지 않는 편이다.

### 오일러의 표기법
레온하르트 오일러는 도함수를 미분 연산자를 통해 표기하였다. 즉, 일계·고계 도함수의 표기는 각각 다음과 같다.
{\displaystyle Df}
{\displaystyle D^{n}f}

## 성질

### 미분 가능성

이 함수는 0을 도약 불연속점으로 하므로, 0에서 미분 가능하지 않다.

미분 가능 함수는 항상 연속 함수이다. (이는 연속 함수가 아니라면, 독립 변숫값이 0에 가까워질 때 함숫값이 0에 가까워지지 않으므로, 이 둘의 비가 유한한 값으로 수렴하지 못하기 때문이다.) 그러나 연속 함수는 미분 가능 함수가 아닐 수 있다.
열린구간 {\displaystyle I}에 정의된 함수 {\displaystyle f\colon I\to \mathbb {R} } 및 점 {\displaystyle a\in I}에 대하여, 다음 세 조건이 서로 동치이다.
- {\displaystyle f'(a)}가 존재한다. 즉, {\displaystyle f}는 {\displaystyle a}에서 미분 가능하다.
- {\displaystyle f'_{+}(a)=f'_{-}(a)}. 즉, {\displaystyle f}의 {\displaystyle a}에서의 좌미분 및 우미분이 존재하며 서로 같다.
- {\displaystyle \limsup _{x\to a}{\frac {f(x)-f(a)}{x-a}}=\liminf _{x\to a}{\frac {f(x)-f(a)}{x-a}}}

### 간단한 미분 법칙
미분 가능 함수에 대하여, 다음과 같은 미분 법칙들이 성립한다.
- (합의 법칙) {\displaystyle (f(x)+g(x))'=f'(x)+g'(x)}
- (곱의 법칙) {\displaystyle (f(x)g(x))'=f'(x)g(x)+f(x)g'(x)}
- (몫의 법칙) {\displaystyle \left({\frac {f(x)}{g(x)}}\right)'={\frac {f'(x)g(x)-f(x)g'(x)}{g^{2}(x)}}}
- (연쇄 법칙) {\displaystyle (f(g(x)))'=f'(g(x))g'(x)}
- (역함수 정리) 만약 {\displaystyle f}가 {\displaystyle f'(x)\neq 0}를 만족시킨다면, {\displaystyle {f^{-1}}'(x)={\frac {1}{f'(f^{-1}(x))}}}
- (음함수 정리) 만약 음함수 {\displaystyle F(x,y)=0}가 {\displaystyle F}가 연속 미분 가능 함수이며 {\displaystyle F_{y}\neq 0}임을 만족시킨다면, {\displaystyle y_{x}=-{\frac {F_{x}(x,y)}{F_{y}(x,y)}}}
- 만약 매개 변수 함수 {\displaystyle x=x(t)}, {\displaystyle y=y(t)}가 {\displaystyle x(t)}와 {\displaystyle y(t)}가 미분 가능 함수이며, {\displaystyle x'(t)\neq 0}임을 만족시킨다면, {\displaystyle y_{x}={\frac {y'(t)}{x'(t)}}}
- 만약 극좌표 함수 {\displaystyle r=r(\theta )}가 일정 조건을 만족시킨다면, {\displaystyle y_{x}={\frac {\tan \theta +r(\theta )/r'(\theta )}{1-r(\theta )\tan \theta /r'(\theta )}}}

라이프니츠 표기법을 사용하면 다음과 같다.
- (합의 법칙) {\displaystyle {\frac {d(f+g)}{dx}}={\frac {df}{dx}}+{\frac {dg}{dx}}}
- (곱의 법칙) {\displaystyle {\frac {d(fg)}{dx}}=g{\frac {df}{dx}}+f{\frac {dg}{dx}}}
- (몫의 법칙) {\displaystyle {\frac {d}{dx}}{\frac {f}{g}}={\frac {1}{g^{2}}}\left(g{\frac {df}{dx}}-f{\frac {dg}{dx}}\right)}
- (연쇄 법칙) {\displaystyle {\frac {dy}{dx}}={\frac {dy}{du}}{\frac {du}{dx}}}
- (역함수 정리) 만약 {\displaystyle f}가 {\displaystyle {\frac {dy}{dx}}\neq 0}를 만족시킨다면, {\displaystyle {\frac {dx}{dy}}=1{\bigg /}{\frac {dy}{dx}}}
- (음함수 정리) 만약 음함수 {\displaystyle F(x,y)=0}가 {\displaystyle F}가 연속 미분 가능 함수이며 {\displaystyle F_{y}\neq 0}임을 만족시킨다면, {\displaystyle {\frac {dy}{dx}}=-{\frac {\partial F}{\partial x}}{\bigg /}{\frac {\partial F}{\partial y}}}
- 만약 매개 변수 함수 {\displaystyle x=x(t)}, {\displaystyle y=y(t)}가 {\displaystyle x(t)}와 {\displaystyle y(t)}가 미분 가능 함수이며, {\displaystyle x'(t)\neq 0}임을 만족시킨다면, {\displaystyle {\frac {dy}{dx}}={\frac {dy}{dt}}{\bigg /}{\frac {dx}{dt}}}

### 단조성과의 관계
함수의 일부 성질은 도함수 또는 고계 도함수를 통해 판정할 수 있다. 예를 들어, 단조성과 도함수의 관계는 다음과 같다.
- {\displaystyle f\colon I\to \mathbb {R} } ({\displaystyle I}는 구간)가 미분 가능 함수라고 하자.
  - {\displaystyle f}가 증가 함수일 필요충분조건은 임의의 {\displaystyle x\in I}에 대하여 {\displaystyle f'(x)\geq 0}인 것이다.
  - {\displaystyle f}가 감소 함수일 필요충분조건은 임의의 {\displaystyle x\in I}에 대하여 {\displaystyle f'(x)\leq 0}인 것이다.
  - {\displaystyle f}가 엄격 증가 함수일 필요충분조건은 임의의 {\displaystyle x\in I}에 대하여 {\displaystyle f'(x)\geq 0}이면서, 임의의 부분 구간 {\displaystyle J\subseteq I}에 대하여 {\displaystyle f'(x)\neq 0}인 {\displaystyle x\in J}가 존재하는 것이다.
  - {\displaystyle f}가 엄격 감소 함수일 필요충분조건은 임의의 {\displaystyle x\in I}에 대하여 {\displaystyle f'(x)\leq 0}이면서, 임의의 부분 구간 {\displaystyle J\subseteq I}에 대하여 {\displaystyle f'(x)\neq 0}인 {\displaystyle x\in J}가 존재하는 것이다.

### 극값과의 관계
또한, 극값과 도함수의 관계는 다음과 같다.
- {\displaystyle f\colon I\to \mathbb {R} } ({\displaystyle I}는 구간)가 {\displaystyle I}에서 연속 함수, {\displaystyle I\setminus \{a\}}에서 미분 가능 함수라고 하자.
  - 만약 어떤 빠진 근방 {\displaystyle J\setminus \{a\}\subseteq I}의 임의의 점 {\displaystyle x\in J\setminus \{a\}}에 대하여 {\displaystyle f'(x)(x-a)<0}라면, {\displaystyle f(a)}는 엄격 극댓값이다.
  - 만약 어떤 빠진 근방 {\displaystyle J\setminus \{a\}\subseteq I}의 임의의 점 {\displaystyle x\in J\setminus \{a\}}에 대하여 {\displaystyle f'(x)(x-a)>0}라면, {\displaystyle f(a)}는 엄격 극솟값이다.
- {\displaystyle f\colon I\to \mathbb {R} } ({\displaystyle I}는 구간)의 {\displaystyle n}계 도함수가 {\displaystyle I}에서 존재하며, {\displaystyle 0=f^{(1)}(a)=f^{(2)}(a)=\cdots =f^{(n-1)}(a)}이라고 하자.
  - 만약 {\displaystyle n}이 홀수이며 {\displaystyle f^{(n)}(a)\neq 0}이라면, {\displaystyle f(a)}는 극값이 아니다.
  - 만약 {\displaystyle n}이 짝수이며 {\displaystyle f^{(n)}(a)<0}이라면, {\displaystyle f(a)}는 엄격 극댓값이다.
  - 만약 {\displaystyle n}이 짝수이며 {\displaystyle f^{(n)}(a)>0}이라면, {\displaystyle f(a)}는 엄격 극솟값이다.

### 볼록성과의 관계
또한, 볼록성과 도함수의 관계는 다음과 같다.
- {\displaystyle f\colon I\to \mathbb {R} } ({\displaystyle I}는 구간)가 임의의 함수라고 하자.
  - {\displaystyle f}가 볼록 함수일 필요충분조건은 어디서나 좌미분과 우미분이 존재하며, 임의의 {\displaystyle x<y}에 대하여 {\displaystyle f'_{-}(x)\leq f'_{+}(x)\leq f'_{-}(y)\leq f'_{+}(y)}인 것이다.
  - {\displaystyle f}가 오목 함수일 필요충분조건은 어디서나 좌미분과 우미분이 존재하며, 임의의 {\displaystyle x<y}에 대하여 {\displaystyle f'_{-}(x)\geq f'_{+}(x)\geq f'_{-}(y)\geq f'_{+}(y)}인 것이다.
  - {\displaystyle f}가 엄격 볼록 함수일 필요충분조건은 어디서나 좌미분과 우미분이 존재하며, 임의의 {\displaystyle x<y}에 대하여 {\displaystyle f'_{-}(x)\leq f'_{+}(x)<f'_{-}(y)\leq f'_{+}(y)}인 것이다.
  - {\displaystyle f}가 엄격 오목 함수일 필요충분조건은 어디서나 좌미분과 우미분이 존재하며, 임의의 {\displaystyle x<y}에 대하여 {\displaystyle f'_{-}(x)\geq f'_{+}(x)>f'_{-}(y)\geq f'_{+}(y)}인 것이다.

### 기타
도함수는 연속 함수가 아닐 수 있지만, 도함수는 충분히 좋은 성질들을 갖췄으며, 다음과 같다.
- (다르부 정리) 도함수는 중간값 성질을 만족시킨다.
- 도함수의 연속점은 조밀하다.
- 어떤 함수가 만약 임의의 도함수의 왼쪽에 합성되었을 때 도함수가 된다면, 이 함수는 일차 함수이다.

## 예

제곱 함수의 그래프

바이어슈트라스 함수는 모든 점에서 연속이면서 모든 점에서 미분 불가능한 병적 함수의 예이다.

절댓값 함수는 0을 지나는 직선 가운데 접선과 유사한 성질을 갖는 것들은 기울기가 [-1, 1]에 속하는 직선들이며, 이는 유일하지 않다.

세제곱근 함수의 0에서의 접선은 기울기가 무한대인 수직선이다.

f(x) = xsin(1/x) (x ≠ 0); f(0) = 0와 같이 정의되는 함수의, 0을 지나는 할선의 기울기는 -1과 1 사이에서 심하게 요동친다.

### 정의를 통한 계산
함수 {\displaystyle f(x)=x^{2}}의 미분을 정의에 따라 계산하면 다음과 같다.
{\displaystyle {\begin{aligned}f'(x)&=\lim _{\Delta x\to 0}{\frac {f(x+\Delta x)-f(x)}{\Delta x}}\\&=\lim _{\Delta x\to 0}{\frac {(x+\Delta x)^{2}-x^{2}}{\Delta x}}\\&=\lim _{\Delta x\to 0}{\frac {x^{2}+2x\Delta x+(\Delta x)^{2}-x^{2}}{\Delta x}}\\&=\lim _{\Delta x\to 0}{\frac {2x\Delta x+(\Delta x)^{2}}{\Delta x}}\\&=\lim _{\Delta x\to 0}(2x+\Delta x)\\&=2x\end{aligned}}}

### 초등 함수
몇 가지 기본적인 실수 초등 함수의 (자연 정의역에서의) 미분은 다음과 같다.
- (상수 함수) {\displaystyle (C)'=0}
- (멱함수) {\displaystyle (x^{\alpha })'=\alpha x^{\alpha -1}\qquad (\alpha \in \mathbb {R} )}
- (지수 함수) {\displaystyle (e^{x})'=e^{x}}
- (지수 함수) {\displaystyle (a^{x})'=a^{x}\ln a\qquad (a>0)}
- (로그 함수) {\displaystyle (\ln x)'={\frac {1}{x}}}
- (로그 함수) {\displaystyle (\log _{a}x)'={\frac {1}{x\ln a}}\qquad (a>0,\;a\neq 1)}
- (삼각 함수) {\displaystyle (\sin x)'=\cos x}
- (삼각 함수) {\displaystyle (\cos x)'=-\sin x}
- (삼각 함수) {\displaystyle (\tan x)'=\sec ^{2}x}
- (삼각 함수) {\displaystyle (\cot x)'=-\csc ^{2}x}
- (삼각 함수) {\displaystyle (\sec x)'=\sec x\tan x}
- (삼각 함수) {\displaystyle (\csc x)'=-\csc x\cot x}
- (역삼각 함수) {\displaystyle (\arcsin x)'={\frac {1}{\sqrt {1-x^{2}}}}}
- (역삼각 함수) {\displaystyle (\arccos x)'=-{\frac {1}{\sqrt {1-x^{2}}}}}
- (역삼각 함수) {\displaystyle (\arctan x)'={\frac {1}{1+x^{2}}}}
- (역삼각 함수) {\displaystyle (\operatorname {arccot} x)'=-{\frac {1}{1+x^{2}}}}
- (역삼각 함수) {\displaystyle (\operatorname {arcsec} x)'={\frac {1}{|x|{\sqrt {x^{2}-1}}}}}
- (역삼각 함수) {\displaystyle (\operatorname {arccsc} x)'=-{\frac {1}{|x|{\sqrt {x^{2}-1}}}}}
- (쌍곡선 함수) {\displaystyle (\sinh x)'=\cosh x}
- (쌍곡선 함수) {\displaystyle (\cosh x)'=\sinh x}
- (쌍곡선 함수) {\displaystyle (\tanh x)'=\operatorname {sech} ^{2}x}
- (쌍곡선 함수) {\displaystyle (\coth x)'=-\operatorname {csch} ^{2}x}
- (쌍곡선 함수) {\displaystyle (\operatorname {sech} x)'=-\operatorname {sech} x\tanh x}
- (쌍곡선 함수) {\displaystyle (\operatorname {csch} x)'=-\operatorname {csch} x\coth x}
- (역쌍곡선 함수) {\displaystyle (\operatorname {arsinh} x)'={\frac {1}{\sqrt {x^{2}+1}}}}
- (역쌍곡선 함수) {\displaystyle (\operatorname {arcosh} x)'={\frac {1}{\sqrt {x^{2}-1}}}}
- (역쌍곡선 함수) {\displaystyle (\operatorname {artanh} x)'={\frac {1}{1-x^{2}}}}
- (역쌍곡선 함수) {\displaystyle (\operatorname {arcoth} x)'={\frac {1}{1-x^{2}}}}
- (역쌍곡선 함수) {\displaystyle (\operatorname {arsech} x)'=-{\frac {1}{x{\sqrt {1-x^{2}}}}}}
- (역쌍곡선 함수) {\displaystyle (\operatorname {arcsch} x)'=-{\frac {1}{|x|{\sqrt {1+x^{2}}}}}}

### 미분 가능성
바이어슈트라스 함수는 연속 함수이지만, 어디서도 미분 가능하지 않다.
절댓값 함수 {\displaystyle |x|}는 립시츠 연속 함수이며, 0이 아닌 어디서나 미분 가능하지만, 0이 첨점(좌미분과 우미분이 존재하지만 서로 다른 점)이므로 0에서 미분 가능하지 않다.:217–218
{\displaystyle (|x|)'=\operatorname {sgn} x\qquad (x\neq 0)}
{\displaystyle (|x|)'_{+}|_{x=0}=1}
{\displaystyle (|x|)'_{-}|_{x=0}=-1}
세제곱근 함수 {\displaystyle {\sqrt[{3}]{x}}}는 연속 함수이며, 0이 아닌 어디서나 미분 가능하지만, 0에서 수직선 접선을 가지므로 미분 가능하지 않다.
{\displaystyle ({\sqrt[{3}]{x}})'={\begin{cases}{\frac {1}{3{\sqrt[{3}]{x^{2}}}}}&x\neq 0\\\infty &x=0\end{cases}}}
함수
{\displaystyle {\begin{cases}x\sin {\frac {1}{x}}&x\neq 0\\0&x=0\end{cases}}}
는 연속 함수이며, 0이 아닌 어디서나 미분 가능하지만, 극한
{\displaystyle \lim _{x\to 0}{\frac {x\sin {\frac {1}{x}}-0}{x-0}}=\lim _{x\to 0}\sin {\frac {1}{x}}}
가 존재하지 않으므로 0에서 미분 가능하지 않다.
미분 가능 함수가 아닌 절대 연속 함수와 모든 부분 구간에서 단조 함수가 아닌 미분 가능 함수가 존재한다.

## 응용
미분은 최적화(변분법)·미분 방정식·테일러 급수에서 응용된다.

## 일반화

### 다변수 벡터 함수의 경우
일변수 실숫값 함수의 미분의 개념을 일반화하여 다변수 벡터 함수의 편미분·전미분·기울기·헤세 행렬·야코비 행렬의 개념을 얻을 수 있다.

### 바나흐 공간 사이의 함수의 경우
바나흐 공간 {\displaystyle V,W}에 대하여, 함수 {\displaystyle f\colon U\to W} ({\displaystyle U\subseteq V}는 열린집합)의 점 {\displaystyle a\in U}에서의 프레셰 도함수는 다음 조건을 만족시키는 연속 선형 변환 {\displaystyle D_{a}f\colon V\to W}이다.
{\displaystyle \lim _{x\to a}{\frac {\Vert f(x)-f(a)-D_{a}f(x-a)\Vert }{\Vert x-a\Vert }}=0}
이러한 연속 선형 변환 {\displaystyle D_{a}f}는 존재하지 않을 수 있으며, 존재한다면 {\displaystyle f}를 {\displaystyle a}에서 프레셰 미분 가능하다고 한다. 특히, {\displaystyle V=\mathbb {R} }가 실수선이며, {\displaystyle W}가 실수 바나흐 공간인 경우, 다음 두 조건이 서로 동치이다.
- {\displaystyle f}는 {\displaystyle a}에서 프레셰 미분 가능하다.
- {\displaystyle f'(a)=\lim _{x\to a}{\frac {f(x)-f(a)}{x-a}}\in W}가 존재한다.

또한, 이 경우 {\displaystyle f}의 {\displaystyle a}에서의 프레셰 도함수 {\displaystyle D_{a}f\colon \mathbb {R} \to W}은 다음과 같다.
{\displaystyle D_{a}f(\Delta x)=\Delta xf'(a)}

### 기타
그 밖의 미분의 일반화에는 미분 연산자·미분 대수·두 매끄러운 다양체 사이의 미분 가능 함수 따위가 있다. 주로 볼록 함수에 대해서 하방미분이라는 일반화 방법이 있다.

## 역사

뉴턴은 변화량의 순간변화율이 곡선의 접선과 같다는 점을 발견하였다.

미분적분학은 고대로 거슬러 올라간다. 대표적으로  크니도스의 에우독소스와  고대 그리스의 아르키메데스, 중국의 유휘 등이 있다. 고대 수학자들은 대상을 잘게 나눠서 더하는 과정을 극한으로 하여 무한대와 무한소를 고려하며 원주율을 구하고 구와 원기둥의 부피를 계산하였다.  14세기 인도 수학자 마다바(Mādhava of Sañgamāgrama)와 케랄라 학파(Kerala school of astronomy and mathematics)가 테일러 급수, 무한급수의 근사법, 수렴에 대한 적분판정법, 미분의 초기형태, 비선형 방정식 풀이를 위한 방법, 곡선 아래부분이 차지하는 넓이가 적분값과 같다는 이론 등 미적분을 위한 많은 요소들을 기술하였다. 17세기 프랑스 수학자 피에르 드 페르마는 무한소를 다루는 adequality 개념을 도입하여, 함수의 미분을 하였고, 미분해서 함수의 극대와 극소를 찾는 법을 만들었다. 이탈리아의 수학자 에반젤리스타 토리첼리는 무한소의 개념(무한히 작은 단위량)을 도입하여 포물선 일부 구간의 면적을 구하는 방법을 정리하였다. 또한 거리와 속도의 관계를 밝혔고 넓이를 구하는 문제가 접선을 구하는 문제와 역관계가 있다는 것을 밝혔다.:69–70
이후 아일랜드 수학자 제임스 그레고리(James Gregory)가 미적분학의 핵심 정리인 미적분학 기본정리의 증명을 출판하였으며, 영국 수학자 아이작 배로(Issac Barrow)가 좀 더 일반적인 경우를 증명하였다. 무한소 미적분과 유한차 미적분의 결합은 두 번째 미적분학 기본정리가 증명되고 2년이 지나서 존 월리스(John Wallis), 아이작 배로(Issac Barrow)와 제임스 그레고리(James Gregory)에 의해 1670년경에 완성됐다.
아이작 뉴턴과 라이프니츠는 각각 독자적인 방법으로 미분적분학에 기여하였다. 뉴턴은 기하학을 바탕으로 순간적인 변화량을 구하는 방법을 유율법(영어: fluxion)이라고 불렀다. 뉴턴은 유율법을 곡선에 대한 접선과 곡률의 견지에서 파악하였다. 뉴턴은 1687년 《자연 철학의 수학적 원리》에 유율법을 발표하였다. 한편, 라이프니츠는 함수 f(x)에서 x가 무한히 작은 증분인 미분(영어: differential)의 변화량을 가질 때 f(x)의 변화량을 구하는 방법으로서 미분을 하였다. 라이프니츠는 1677년 무렵에는 미분의 계산방법과 표기법을 완성하였다. 오늘날에는 보다 수학적으로 효율적인 라이프니츠의 방법이 주로 쓰인다.:102–141
뉴턴과 라이프니츠는 미분에 대한 업적을 놓고 오랫동안 다투었으며 이로 인해 유럽의 수학계는 둘 중 누구를 지지하는 가를 놓고 심한 대립을 보이기도 하였다. 뉴턴과 라이프니츠는 서로 상대방이 자신의 아이디어를 훔쳤다고 비판하였다. 이러한 대립은 라이프니츠가 사망한 이후에도 계속되었다. 오늘날에는 뉴턴과 라이프니츠가 각자 독자적인 방법으로 미분을 발견했다고 본다.

### 어원
‘미분(微分)’이란 말은 작게 자른다는 뜻이다. ‘미분’이란 번역어를 근대에 처음 쓴 문헌은 엘리어스 루미스의 《Analytical Geometry and of the Differential and Integral Calculus》(1835)를 1859년 알렉산더 와일리와 이선란이 번역한 《대미적습급(代微積拾級)》이다. 한편 조지프 니덤은 《중국의 과학과 문명》에서 11세기 중국에서 이미 ‘미분’이라는 번역어를 사용했었다고 주장했다.

## 같이 보기
- 적분